# Phellinus baccharidis
Phellinus baccharidis är en svampart som först beskrevs av Narcisse Theophile Patouillard, och fick sitt nu gällande namn av Narcisse Theophile Patouillard 1900. Phellinus baccharidis ingår i släktet Phellinus och familjen Hymenochaetaceae.   Inga underarter finns listade i Catalogue of Life.